# Superatom
Das sogenannte „Superatom“ ist die Bezeichnung für kompakte und stabile Cluster von normalen Atomen, die im Verbund entweder Eigenschaften von anderen Elementen oder völlig neue Qualitäten aufweisen. In chemischen Verbindungen agieren sie also wie ein einziges Atom, während ihre Bindungen nicht den gängigen Bindungstypen entsprechen. Im Gegensatz zu Bose-Einstein-Kondensaten entstehen Superatome bei relativ hohen Temperaturen und sind sehr stabil.
Im Januar 2005 wurde von einem ikosaedrischen Al13-Cluster berichtet, der die Eigenschaften von Halogen-Atomen wie Chlor, Brom oder Iod besitzt. Sehr ähnlich verhält sich BAl12.
CAl12 dagegen gleicht einem Edelgasatom und NAl12 ist einem Alkalimetallatom ähnlich.
Superatome können evtl. vorteilhafte Halbleitermaterialien darstellen. Polaronen bewegen sich z. B. in Re6Se8Cl2 doppelt so schnell wie Elektronen in Silicium. Wenn man in Betracht zieht, dass Polaronen durch Licht statt durch Elektrizität gesteuert werden können, sind theoretisch elektronische Bauteile denkbar, die um ein Vielfaches schneller sind als die heute  verfügbaren.